# Arriva holding Česká republika

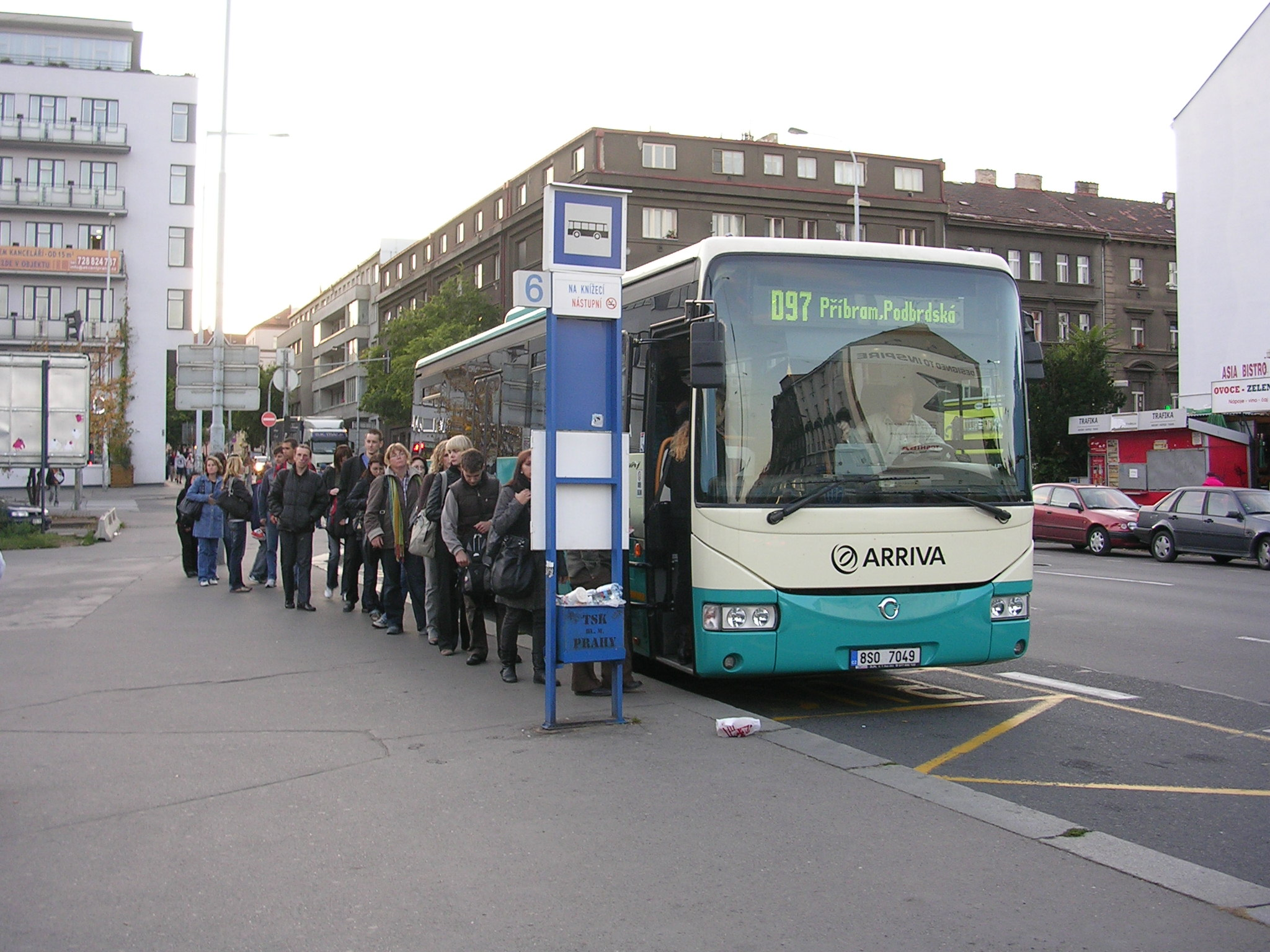
Autobus Bosák Bus s. r. o. v barvách Arriva na lince SID Praha–Příbram.

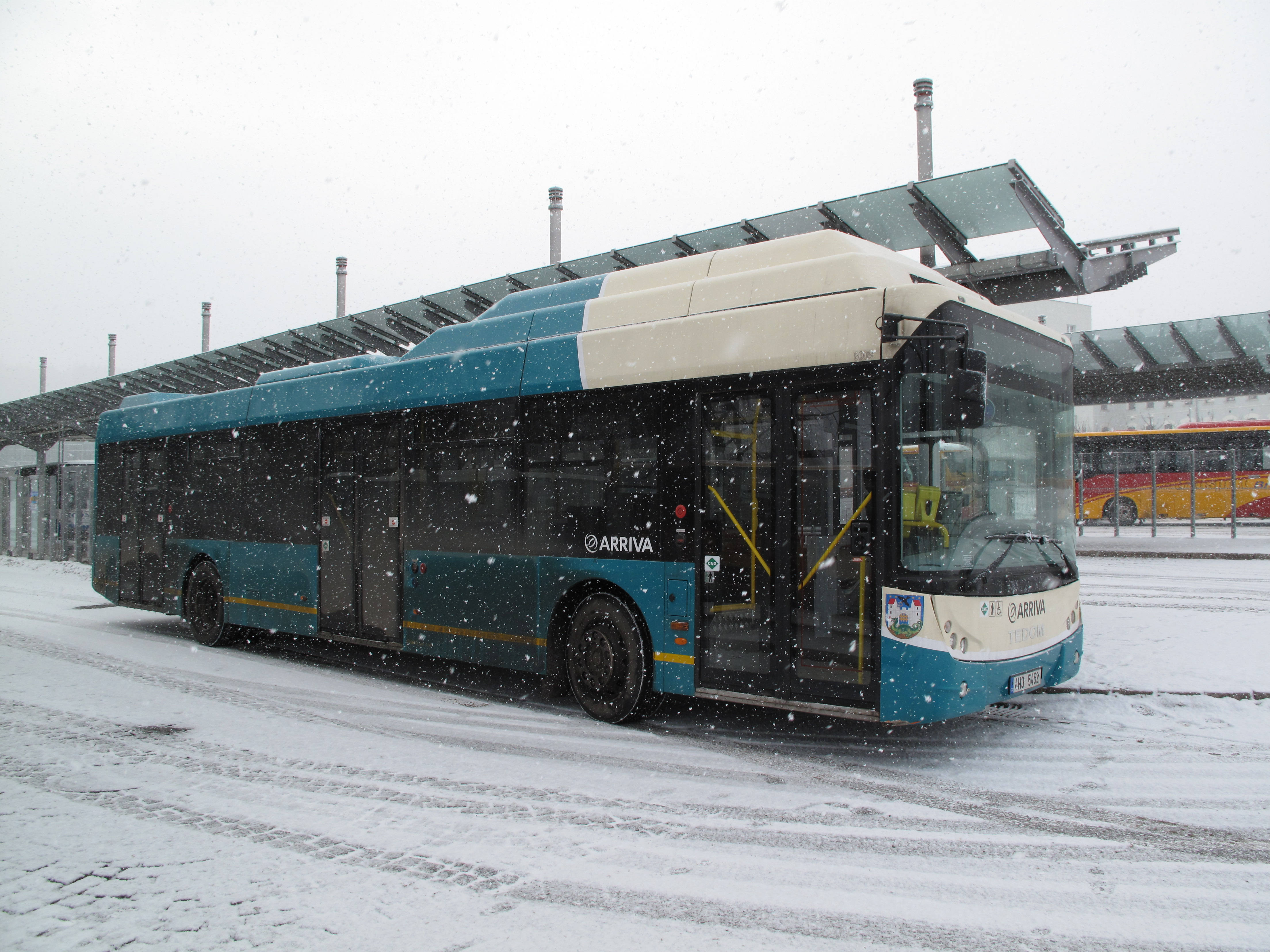
Plynový městský autobus Tedom C12 CNG společnosti OSNADO v Trutnově

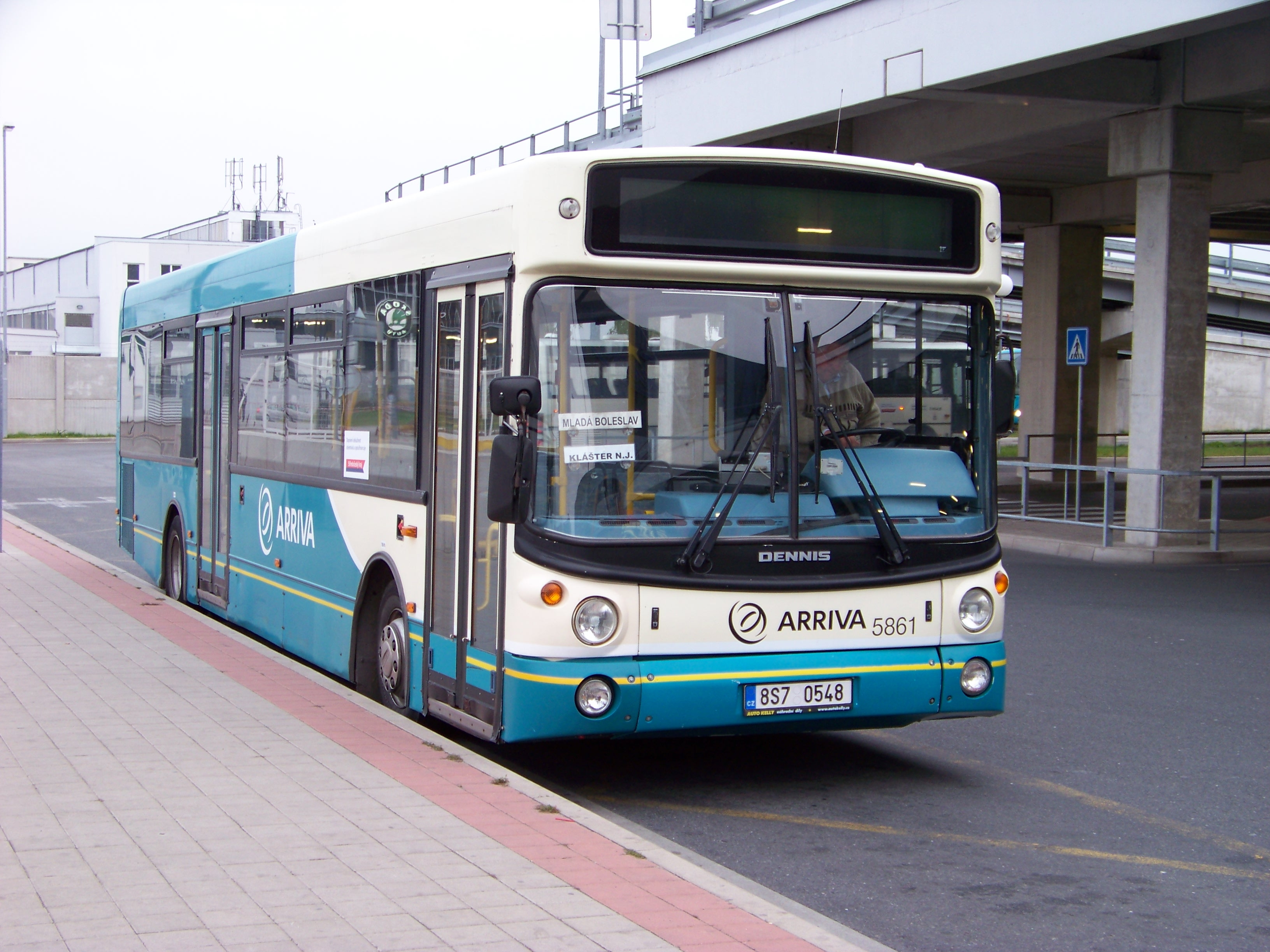
Autobus Dennis společnosti Transcentrum Bus v Mladé Boleslavi

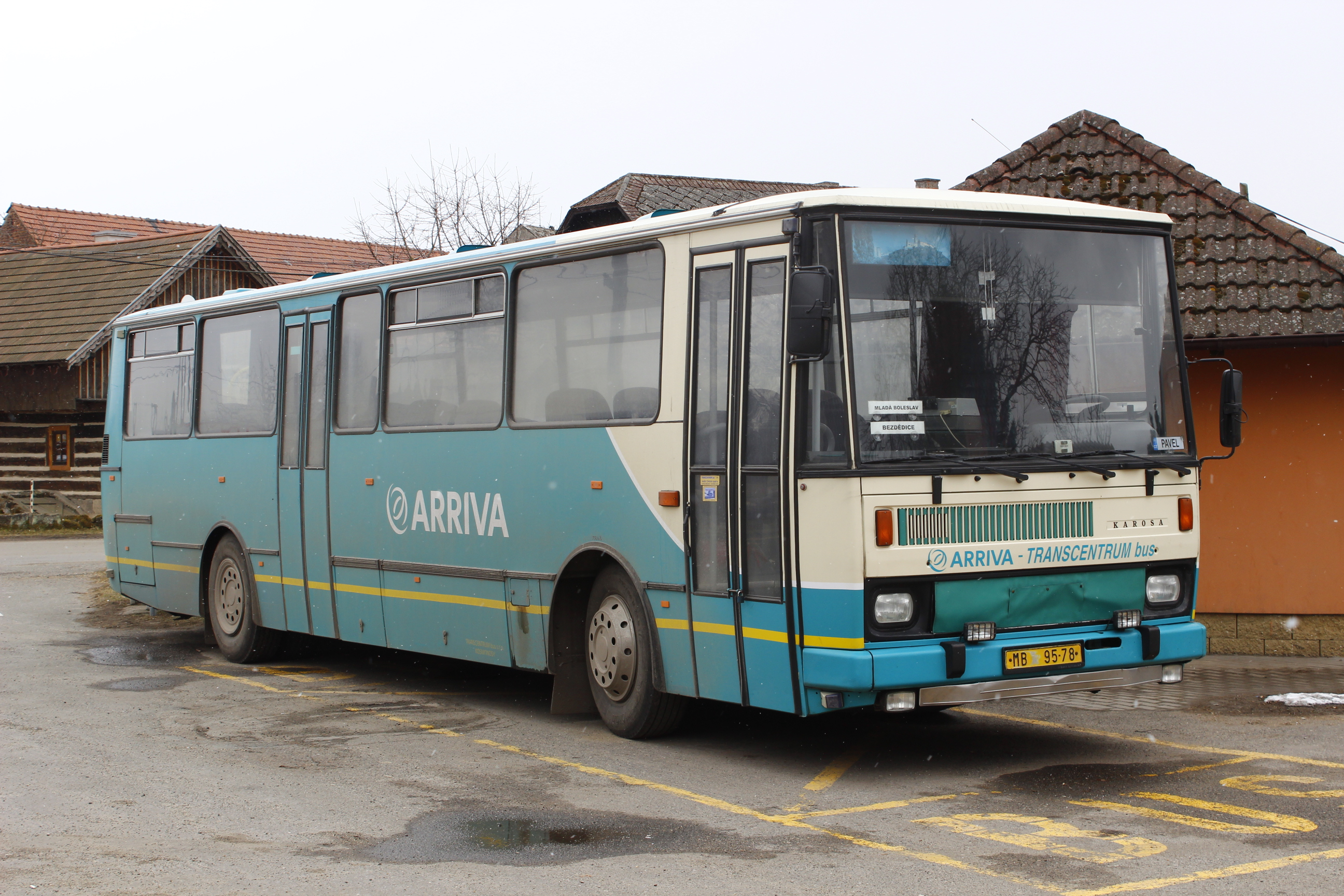
Autobus Karosa společnosti Transcentrum Bus v Březovicích

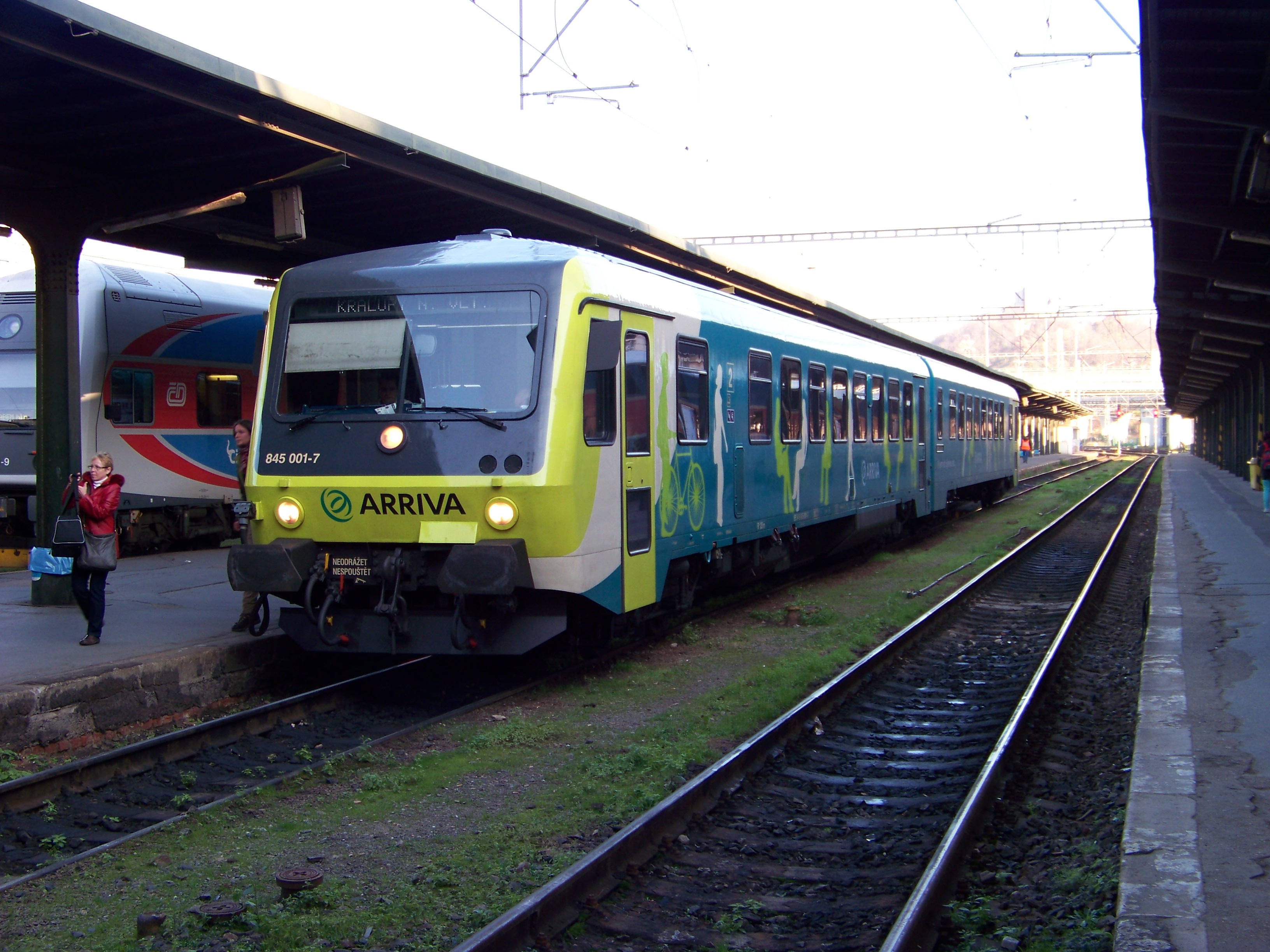
Motorová jednotka 845 společnosti Arriva vlaky

ARRIVA holding Česká republika s.r.o., zkráceně též Arriva Česká republika, byla česká dopravní společnost, prostřednictvím nizozemské společnosti Arriva Coöperatie W.A. byla členem původem britské dopravní skupiny Arriva, patřící v letech 2010–2024 Německé dráze (DB). Česká společnost byla vytvořena začátkem roku 2007 z ready-made společnosti Erisipela s.r.o. založené nedlouho předtím. Od roku 2008 měla oficiální sídlo v Praze na Smíchově v kancelářském komplexu Anděl City. V letech 2006 a 2007 společnost koupila tři středně velké autobusové dopravce (Transcentrum Bus s. r. o., Bosák Bus s. r. o., OSNADO s. r. o.), v roce 2009 založila dceřinou společnost Arriva vlaky s.r.o. pro provozování železniční dopravy.
Kromě tohoto holdingu působila skupina Arriva v České republice též prostřednictvím německé společnosti Vogtlandbahn a od 1. července 2013 též prostřednictvím společnosti Arriva Transport Česká republika a.s., která vznikla převzetím aktivit společnosti Veolia Transport. 
K 22. prosinci 2016 se podle obchodního rejstříku vlastníkem společnosti ARRIVA holding Česká republika s.r.o. stala společnost ARRIVA TRANSPORT ČESKÁ REPUBLIKA a.s. Následně k 31. květnu 2017 společnost ARRIVA holding Česká republika s.r.o. zanikla fúzí s mateřskou společností. Poté se k 1. červnu 2017 uskutečnila další vlna transformace a přeskupování dceřiných společností skupiny Arriva, dceřiné společnosti Arrivy holding byly však v obchodním rejstříku přepsány na Arrivu Transport až 2. června 2017.

## Vlastníci
Původními vlastníky od ledna 2007 byli polovičními podíly britské společnosti ARRIVA PASSENGER SERVICES (INTERNATIONAL) LIMITED a ARRIVA INTERNATIONAL (2) LIMITED. Od října 2007 byly vlastníky tři britské společnosti: 45 % vlastnila ARRIVA INTERNATIONAL (SOUTHERN EUROPE) LIMITED, dalších 45 % ARRIVA INTERNATIONAL (NORTHERN EUROPE) LIMITED a 10 % ARRIVA PASSENGER SERVICES (INTERNATIONAL) LIMITED. Od roku 2008 vlastní 99,99% podíl nizozemská firma Arriva Coöperatie W.A. (od listopadu 2007 vlastnila 90% podíl) a 0,01 % britská firma ARRIVA PASSENGER SERVICES (INTERNATIONAL) LIMITED (od listopadu 2007 vlastnila 10% podíl).
Celou skupinu Arriva převzala v roce 2010 na základě souhlasu Evropské unie německá železniční společností Deutsche Bahn. Šlo o největší akvizici v historii Deutsche Bahn a sloučená skupina se jí stala největším osobním dopravcem v Evropě. Následně v roce 2013 koupily DB i skupinu Veolia Transport Central Europe a začleňují ji do skupiny Arriva.

## Akvizice a projekty
Holdingu patřily tři autobusové společnosti, které Arriva koupila: 
- Transcentrum Bus s. r. o. (prosinec 2006, Mladá Boleslav)
- Bosák Bus s. r. o. (leden 2007, Dobříš).
- OSNADO s. r. o. (23. listopadu 2007, Svoboda nad Úpou)

První dvě společnosti měly v době převzetí celkem 170 autobusů a 260 zaměstnanců, firma OSNADO měla v době převzetí 106 autobusů a 172 zaměstnanců.
V roce 2009 založila ARRIVA holding Česká republika s.r.o. dceřinou společnost ARRIVA vlaky s.r.o., která se hlásí do výběrových řízení a připravuje i vlastní nabídky a projekty dotované i nedotované železniční dopravy v České republice. Od 29. února 2016 Arriva vlaky provozuje ve všední dny linku spěšných vlaků z Prahy do Benešova u Prahy a o víkendech spoje z Prahy do Trenčína. Kromě toho Arriva vlaky provozuje nákladní železniční dopravu.

## Začlenění Veolia Transport ČR
Na jaře 2013 byla do skupiny Arriva začleněna Veolia Transdev Central Europe včetně aktivit Veolia Transport Česká republika v autobusové a železniční dopravě. K 1. červenci 2013 došlo k přejmenování firem a náhradě loga Veolia Transport logem Arriva; design vozidel se má měnit průběžně s obměnou vozového parku, nemá dojít k zásadním změnám ve vedení společností. Do skupiny Arriva je tak začleněna společnosti Arriva Transport Česká republika a.s., vlastněná společností ARRIVA EUROPE GmbH, sídlící v Německu, s dceřinými společnostmi Arriva Morava a. s., Arriva Východní Čechy a. s., Arriva Teplice s. r. o. a Arriva Praha s. r. o., které se zabývají převážně provozováním autobusové dopravy, Arriva Morava a.s. provozuje též Železnici Desná a Arriva Teplice s.r.o. trolejbusy v Teplicích. Tyto společnosti dosud nemají přímý vztah ke společnosti ARRIVA holding Česká republika s.r.o.

## Začlenění Abellio CZ
Bezprostředně po vydání souhlasu ÚOHS nový vlastník Abellio CZ a Probo bus, DB Czech Holding s.r.o. vlastněná německou společností DB Mobility Logistics AG ze skupiny Deutsche Bahn, odvolala z jejich statutárních orgánů Petra Moravce a Martina Kupku a nahradila je prokuristy společnosti ARRIVA holding Česká republika s.r.o. Ivanem Procházkou a Milanem Zapletalem. Zároveň se výkonným ředitelem skupiny Arriva pro region střední a východní Evropy stal Radim Novák, do roku 2012 generální ředitel Veolia Transport Česká republika. V celém tomto regionu bude postupně docházet ke slučování dosavadních provozů Veolia Transport se stávajícími podniky společnosti Arriva. K 9. prosinci 2013 byla Abellio CZ a.s. přejmenována na Arriva Services a.s.

## Integrace společností
31. prosince 2014 společnost Bosák Bus s. r. o. zanikla fúzí se společností Transcentrum Bus s. r. o., ta byla k 1. lednu 2015 (dle živnostenského rejstříku již k 10. prosinci 2014) přejmenována na nový název Arriva Střední Čechy s. r. o. K 1. lednu 2015 měla být rovněž společnost RDS bus začleněna do společnosti PROBO BUS a společnost PT REAL (z bývalé skupiny Probotrans) do Arriva Services.
Slučování a přeskupování společností v rámci skupiny má pokračovat během roku 2015.
K 31. květnu 2017 společnost zanikla fúzí se společností Arriva Transport Česká republika a.s.